# Letni, Chamski Podryw
Letni, Chamski Podryw este o trupă de muzică pop poloneză formată în 2009.

## Discografie

### Albume de studio
- Oranżada, koleżanki, petardy (2011)